# Chiesa di Sant'Ambrogio (Acquarossa)
La chiesa di Sant'Ambrogio è un edificio religioso tardobarocco che si trova ad Acquarossa, in località Prugiasco.

## Storia
Originariamente l'area ospitava un oratorio intitolato a San Rocco. Nel XVIII secolo al suo posto fu costruito l'odierno edificio, che nello stesso secolo fu decorato con affreschi sulla parete del coro. La chiesa ha ereditato i diritti parrocchiali dalla chiesa di Sant'Ambrogio vecchio a Negrentino.